# Heodes virgaureae
Heodes virgaureae är en fjärilsart som beskrevs av Hüfnagel 1766. Heodes virgaureae ingår i släktet Heodes och familjen juvelvingar. Inga underarter finns listade i Catalogue of Life.